# NGC 5936
NGC 5936 est une galaxie spirale barrée située dans la constellation du Serpent. Sa vitesse par rapport au fond diffus cosmologique est de 4 131 ± 11 km/s, ce qui correspond à une distance de Hubble de 60,9 ± 4,3 Mpc (∼199 millions d'al). NGC 5936 a été découverte par l'astronome germano-britannique William Herschel en 1784.
NGC 5936 présente une large raie HI. Elle renferme également des régions d'hydrogène ionisé. C'est aussi une galaxie lumineuse dans l'infrarouge (LIRG). De plus, c'est une galaxie du champ, c'est-à-dire qu'elle n'appartient pas à un amas ou un groupe et qu'elle est donc gravitationnellement isolée.     
À ce jour, une mesure non basée sur le décalage vers le rouge (redshift) donne une distance d'environ 50,000 Mpc (∼163 millions d'al). Cette valeur est à l'extérieur des valeurs de la distance de Hubble. Notons que c'est avec la valeur moyenne des mesures indépendantes, lorsqu'elles existent, que la base de données NASA/IPAC calcule le diamètre d'une galaxie et qu'en conséquence le diamètre de NGC 5936 pourrait être d'environ 25,6 kpc (∼83 500 al) si on utilisait la distance de Hubble pour le calculer. 

## Supernova
La supernova SN 2013dh a été découverte dans NGC 5936 le 12 juin 2013 dans le cadre du programme LOSS (Lick Observatory Supernova Search) de l'observatoire Lick. Cette supernova était de type Ia-91T.